# Colegio Oficial de Arquitectos de Galicia

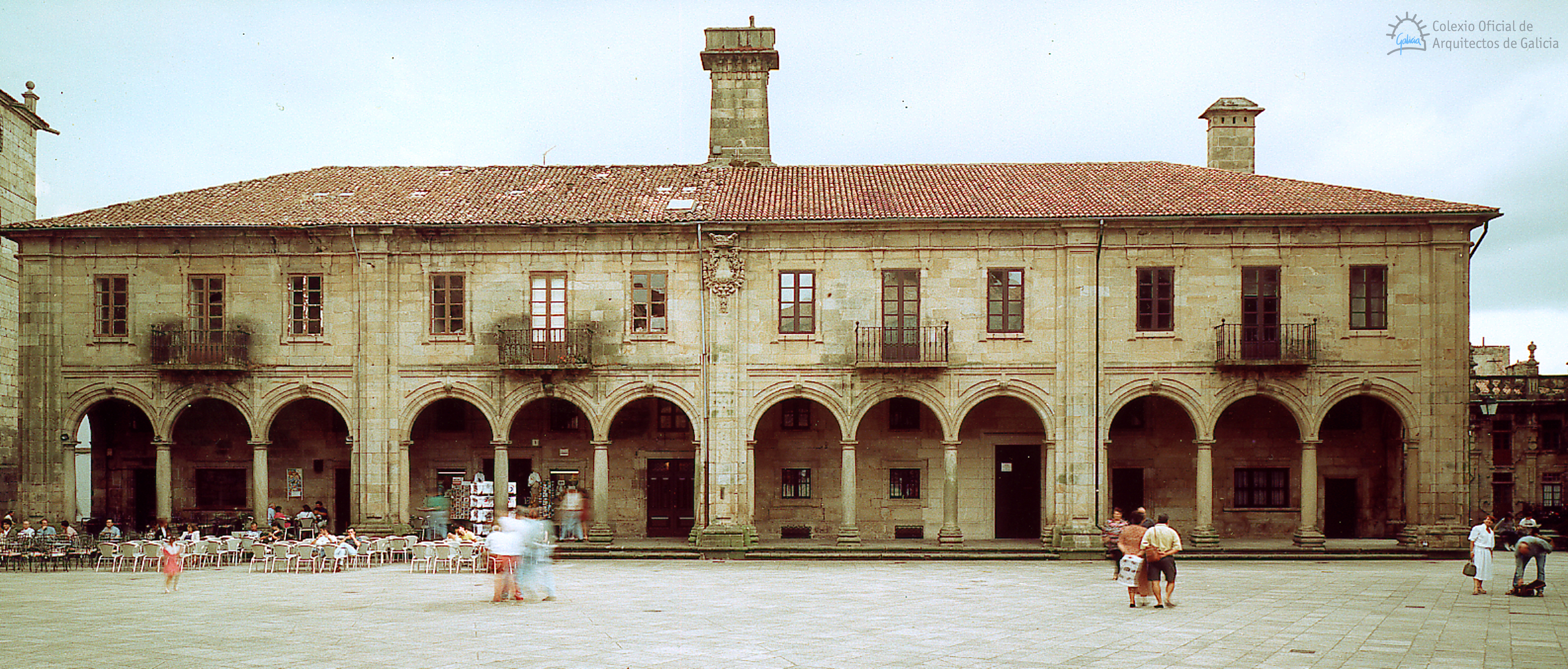
Sede COAG en Santiago de Compostela

El Colegio Oficial de Arquitectos de Galicia (cuyo acrónimo es COAG) es el colegio profesional de arquitectos de Galicia (España). Forma parte del Consejo Superior de los Colegios de Arquitectos de España.  
Esta Corporación de Derecho Público fue creada por Decreto de 2 de mayo de 1973, mediante segregación del antiguo Colegio de Arquitectos de León, Asturias y Galicia, contando en ese momento con 120 colegiados. El 16 de noviembre de 1999 la Consellería de Justicia, Interior y Relaciones Laborales aprobó sus estatutos[2]. 
La sede central del COAG está en Santiago de Compostela, y tiene delegaciones en Coruña, Ferrol, Santiago de Compostela, Lugo, Ourense, Pontevedra y Vigo. 
Desde 2023 ostenta el cargo de decano-presidente Luciano González Alfaya y a 31 de diciembre  de 2022 contaba con 2958 colegiados. 
Han sido Decanos: Andrés Fernández-Albalat Lois (1973-1977); Xosé Bar Boo (1977-1979); Juan González Cebrián (1979-1981); Xabier Suances Pereiro (1981-1983); Miguel Silva Suárez (1983-1986); Arturo Conde Aldemira (1986-1989); José Manuel Rey Pichel (1989-2003); Teresa Táboas Veleiro (2003-2005); Celestino García Braña (2005-2011); Jorge Duarte (2011-2013); Antonio Maroño Cal (2013-2019); Elena Ampudia Aixendri (2019-2023).